# Окрос-Цихе
Окрос-Цихе (груз. ოქროს ციხე; в переводе — «Золотая крепость») — средневековая крепость в Грузии. Находится в южном крае (мхаре) Самцхе-Джавахети, в Адигенском муниципалитете, к северу от села Шока. Расположена в исторической долине реки Кваблиани, на неприступной скалистой горе. Крепость занимала видное место в грузино-османских столкновениях XVI века. Она также была известна под турецким эквивалентом её названия — Алтункала. В 2007 году крепость Окрос-Цихе была включена в список недвижимых культурных памятников национального значения Грузии.

## Архитектура
Крепость Окрос-Цихе является одним из крупнейших средневековых фортификационных сооружений в Грузии. Её толстые стены построены из массивных грубо отделанных каменных блоков высотой до 10 метров. Цитадель возвышается над скалистым хребтом горы, а её крепостные стены с башнями круто спускаются как по южным, так и по северным склонам. Сооружение имеет сложную конфигурацию в плане и имеет несколько уровней с неровной скалистой поверхностью.

## История
Крепость Окрос-Цихе была построена в конце XIII или начале XIV века и была одним из главных укреплений во владении династии Джакели княжества Самцхе. Благодаря своему доминирующему положению в долине Кваблиани, крепость играла заметную роль в защите Самцхе от вторжения османской армии во время кавказской кампании Лалы Мустафа-паши в 1578 году. Именно там обосновалась царевна Дедисимеди, прежде чем начать переговоры о заключении мирного соглашения с османским полководцем. После окончательного завоевания османами крепость была известна под турецким названием Алтункала и служила центром одноимённого района (лива).
Путешественник Эвлия Челеби в 1650-х годах в описании этого региона упоминал Алтункалу: «Каменная крепость, находится на расстоянии трех часов пути от крепости Кызлар». Это упоминание может свидетельствовать, что к тому времени крепость ещё не была руинирована.
Востоковед М. И. Броссе, посетивший эти края в середине XIX века, так описывал крепость:
На северо-востоке от сей церкви лежит древняя цитадель Алтун-Кальская, построенная на отделившейся от главной цепи гор скале, замечательной по своей огромности, крутости и по странной и фантастической форме вулканических её извержений. На воротах её виден крест, высеченный на камне, а внутри заметны развалины христианского храма. Нет никаких признаков, чтобы это место защищаемо было пушками и огнестрельным оружием. Эта крепость, не упоминаемая в истории, может кажется относится, по крайней мере, к XIII столетию.